# Regla del 107%
La regla del 107 % és una regulació esportiva que afecta les sessions de classificació de les curses de Fórmula 1. Durant la primera part de la classificació, qualsevol pilot que no pugui establir una volta dins del 107 per cent del temps més ràpid en la primera part de la sessió, no podrà iniciar la carrera. No obstant això, en circumstàncies excepcionals, els comissaris poden permetre que el cotxe iniciï la cursa.

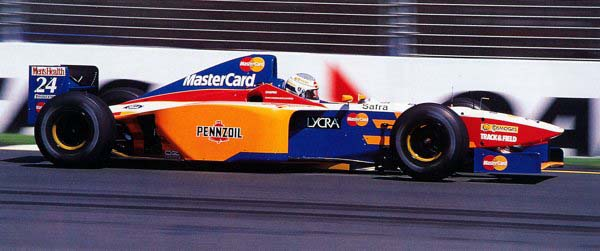
L'equip MasterCard Lola va fallar en la regla del 107 % durant el seu únic cap de setmana a la categoria

La regla del 107 % es va introduir per a la temporada 1996 i va estar en vigor fins a la temporada 2002. Fou re-introduïda la temporada 2011 amb modificacions menors a causa del format de qualificació per eliminació.